# Hans Engnestangen
Hans Engnestangen   (Brandbu, 28 de març de 1908 - Jevnaker, 9 de maig de 2003) va ser un patinador de velocitat sobre gel noruec, campió del món en aquesta especialitat. Va conservar els rècords mundials dels 500 i 1.500 metres durant més de 10 anys.